# Giro d’Italia 2024/6. Etappe
Die 6. Etappe des Giro d’Italia 2024 fand am 9. Mai 2024 statt. Sie ist der einzige Abschnitt der 107. Austragung des italienischen Etappenrennens der Schotter-Sektoren beinhaltete. Die Strecke führte von Torre del Lago über 180 Kilometer nach Rapolano Terme, wobei 11,6 Kilometer auf unbefestigten Straßen zurückgelegt wurden. Nach der Etappe hatten die Fahrer insgesamt 1015 Kilometer zurückgelegt, was 30,6 % der Gesamtdistanz entspricht. Die Organisatoren der Rundfahrt bewerteten die Schwierigkeit der Etappe mit zwei von fünf Sternen.
Den Etappensieg sicherte sich der Spanier Pelayo Sánchez (Movistar Team), der sich im Sprint der Ausreißer vor Julian Alaphilippe (Soudal Quick-Step) und Lucas Plapp (Team Jayco AlUla) durchsetzte. Tadej Pogačar (UAE Team Emirates) verteidigte die Maglia Rosa.

## Streckenverlauf
Der neutralisierte Start erfolgte in Torre del Lago vor der Villa Museo Puccini am Ufer des Lago di Massaciuccoli. Die ersten Meter führten auf der Viale Giacomo Puccini in Richtung Westen, ehe die Fahrer links auf die SS1 abbogen, auf der das Rennen nach 4 Kilometern freigegeben wurde.
Nach dem offiziellen Start verließen die Fahrer die Küstennähe und passierten Pisa im Norden, wobei Vecchiano, San Giuliano Terme und Ponsacco durchfahren wurden. Auf der SS439 ging es nun in Richtung Süden, ehe in Volterra (516 m) nach 80,4 Kilometern eine Bergwertung der 4. Kategorie ausgefahren wurde. Die Auffahrt erfolgte dabei über die SP15. Nachdem die ersten 70 Kilometer ausschließlich auf flachen Straßen zurückgelegt worden waren, folgte nun deutlich welligeres Terrain. Auf der weiteren Fahrt in Richtung Südosten wurde nach 103,8 Kilometern in Casole d’Elsa der erste Zwischensprint ausgefahren. Südlich von Rosia erreichten die Fahrer 49,5 Kilometer vor dem Ziel die erste Schotter-Passage, die zwar flach war, jedoch eine scharfe Kurve beinhaltete. Der erste Schotter-Sektor war 4,4 Kilometer lang, ehe ein kurzer Asphalt-Abschnitt folgte. Nachdem der Kreisverkehr aus SP99 und SS223 durchfahren worden war, begann die Schotter-Auffahrt nach Grotti (364 m), die auf ihrer Länge von 4,8 Kilometern zahlreiche Kurven beinhaltete. Auf der Kuppe wurde 36,6 Kilometer vor dem Ziel eine Bergwertung der 4. Kategorie abgenommen, bevor es über Radi und Monteroni d’Arbia, wo der zweite Zwischensprint 27,6 Kilometer vor dem Ziel ausgefahren wurde, zum letzten Schotter-Sektor ging. Dieser zweigte 17,9 Kilometer vor dem Ziel links von der SP12 ab und führte teils abfallend nach Pievina, wo das Rennen nach dem dritten Zwischensprint auf der SP438 fortgesetzt wurde. Im Finale führte die Strecke über Asciano und Serre di Rapolano, wo Rampen von bis zu 20 % absolviert werden mussten, nach Rapolano Terme. Der Zielstrich befand sich am Ende einer kurzen Steigung auf der Via Provinciale Sud neben der Altstadt.
|                            | Ort                                  | Kilometer | Länge (km) | Höhe (m) | Ø Steigung | max. Steigung |
| -------------------------- | ------------------------------------ | --------- | ---------- | -------- | ---------- | ------------- |
| neutralisierter Start      | Torre del Lago (Villa Museo Puccini) | −4        |            |          |            |               |
| offizieller Start          | Torre del Lago (SS1)                 | 0         |            |          |            |               |
| Bergwertung (4. Kategorie) | Volterra                             | 80,4      | 8,6        | 516      | 4,6 %      |               |
| Zwischensprint (S)         | Casole d’Elsa                        | 103,8     |            |          |            |               |
| Sektor 1                   | Vidritta – Bagnaia                   | 130,5     | 4,4        |          |            |               |
| Sektor 2                   | Bagnaia – Grotti                     | 135,5     | 4,8        |          |            |               |
| Bergwertung (4. Kategorie) | Grotti                               | 140,4     | 3,3        | 364      | 5 %        |               |
| Zwischensprint (I)         | Monteroni d’Arbia                    | 152,4     |            |          |            |               |
| Sektor 3                   | Strada della Pievina                 | 162,1     | 2,4        |          |            |               |
| Zwischensprint (S)         | Pievina                              | 164,5     |            |          |            |               |
| Ziel                       | Rapolano Terme                       | 180       |            |          |            |               |

## Rennverlauf
Mit Florian Lipowitz (Bora-hansgrohe), Michael Woods, Nadav Raisberg und Riley Pickrell (alle Israel-Premier Tech) gingen vier Fahrer nicht an den Start. Nachdem das Rennen freigegeben worden war, kam es zu mehreren Angriffen im Hauptfeld. Nachdem sich auf den ersten 80 Kilometern keine Ausreißergruppe längerfristig abgesetzt hatte, sicherte sich Filippo Fiorelli (VF Group-Bardiani CSF-Faizanè) vor Aurélien Paret-Peintre (Decathlon AG2R La Mondiale) und Julian Alaphilippe (Soudal Quick-Step) die meisten Punkte bei der Bergwertung von Volterra. 88 Kilometer vor dem Ziel griff Julian Alaphilippe erneut an und löste sich wenig später gemeinsam mit fünf Fahrern. In der Ausreißergruppe des Tages waren auch Matteo Trentin (Tudor), Pelayo Sánchez (Movistar), Filippo Fiorelli, Kaden Groves (Alpecin-Deceuninck) und Lucas Plapp (Jayco AlUla) vertreten, der als bestplatzierter Fahrer einen Rückstand von zwei Minuten und 33 Sekunden aufwies. Kurz vor dem ersten Zwischensprint in Casole d’Elsa kam mit Andrea Vendrame (Decathlon AG2R La Mondiale) ein weiterer Fahrer zur Spitzengruppe hinzu, deren Vorsprung zwischenzeitlich eine Minute betrug. Kaden Groves sicherte sich die meisten Punkte im Kampf um das Maglia Ciclamino und rückte in der Sonderwertung auf den zweiten Rang vor.
Rund 60 Kilometer vor dem Ziel, kurz vor dem ersten Schotter-Abschnitt erreichte der Vorsprung der Ausreißergruppe mit drei Minuten seinen Maximalwert. Im zweiten Schotter-Sektor setzten sich Lucas Plapp, Pelayo Sánchez und Julian Alaphilippe von ihren Begleitern ab, wobei sich Letzterer bei der Bergwertung von Grotti die meisten Punkte sicherte. Im Hauptfeld, dessen Rückstand auf unter zwei Minuten geschmolzen war, kam es im Schotteranstieg zu einem Sturz, wodurch Cian Uijtdebroeks (Visma-Lease a Bike) und Daniel Felipe Martínez (Bora-hansgrohe) kurzzeitig den Anschluss zu den anderen Gesamtklassement-Fahrern verloren. Beim zweiten Zwischensprint, dem Intergiro Sprint, sicherte sich Lucas Plapp drei Bonussekunden, wobei er aufgrund des zunehmend schwindenden Vorsprungs keine Gefahr mehr für den gesamtführenden Tadej Pogačar (UAE Team Emirates) darstellte. Auf den Schotter-Sektoren übernahmen die Ineos Grenadiers die Tempoarbeit, wodurch das Peloton zwar kleiner wurde, jedoch keine Gesamtklassement-Fahrer abgehängt wurden.
Nach den Schotter-Sektoren betrug der Vorsprung der Ausreißer beim dritten Zwischensprint nur noch etwas mehr als eine Minute. Julian Alaphilippe holte vor Pelayo Sánchez und Lucas Plapp die meisten Zeitbonifikationen. Rund elf Kilometer vor dem Ziel versteuerte sich Pelayo Sánchez in einem Kreisverkehr und kollidierte beinahe mit Julian Alaphilippe, der am Hinterrad des Spaniers fuhr. Lucas Plapp nutzte die Situation und konnte eine kleine Lücke herausfahren, wobei seine beiden Fluchtgefährten wenig später wieder zu ihm aufschlossen. Im nicht-kategorisierten Anstieg von Serre di Rapolano der Rampen von bis zu 20 % aufwies, konnte keiner der drei eine Vorentscheidung herbeiführen, wodurch es zu einem Sprint in Rapolano Terme kam. Nachdem Lucas Plapp die Führungsarbeit auf den letzten Metern übernommen hatte, eröffnete Julian Alaphilippe den Sprint, wurde auf den letzten Metern jedoch von Pelayo Sánchez überholt. Hinter Andrea Piccolo (EF Education-EasyPost), der sich auf den letzten Metern vom reduzierten Hauptfeld abgesetzt hatte, führte Jhonatan Narváez (Ineos Grenadiers) die Gesamtklassement-Fahrer mit einem Rückstand von 29 Sekunden über den Zielstrich.
Tadej Pogačar verteidigte das Rosa Trikot und lag weiterhin 46 Sekunden vor Geraint Thomas (Ineos Grenadiers) und 47 Sekunden vor Daniel Felipe Martínez (Bora-hansgrohe). Cian Uijtdebroeks behielt als Gesamtvierter das Weiße Trikot des besten Nachwuchsfahrers mit 55 Sekunden Rückstand. Jonathan Milan lag weiterhin in der Punktewertung voran, wobei sein erster Verfolger, Kaden Groves, einen Rückstand von 37 Punkten aufwies. Tadej Pogačar führte weiterhin in der Bergwertung und die Ineos Grenadiers behaupteten ihre Führung in der Mannschaftswertung. Alle 165 gestarteten Fahrer erreichten das Ziel.

## Ergebnis
| \| Etappenergebnis \| Etappenergebnis \| Etappenergebnis \| Etappenergebnis \| Etappenergebnis \| \| Fahrer \| Fahrer \| Land \| Team \| Zeit \| \| --------------- \| ---------------------- \| --------------- \| --------------------- \| --------------- \| \| 1. \| Pelayo Sánchez \| Spanien \| Movistar Team \| 4 h 01 min 08 s \| \| 2. \| Julian Alaphilippe \| Frankreich \| Soudal Quick-Step \| + 0 s \| \| 3. \| Lucas Plapp \| Australien \| Team Jayco AlUla \| + 1 s \| \| 4. \| Andrea Piccolo \| Italien \| EF Education-EasyPost \| + 24 s \| \| 5. \| Jhonatan Narváez \| Ecuador \| Ineos Grenadiers \| + 29 s \| \| 6. \| Luka Mezgec \| Slowenien \| Team Jayco AlUla \| + 29 s \| \| 7. \| Quinten Hermans \| Belgien \| Alpecin-Deceuninck \| + 29 s \| \| 8. \| Nick Schultz \| Australien \| Israel-Premier Tech \| + 29 s \| \| 9. \| Daniel Felipe Martínez \| Kolumbien \| Bora-Hansgrohe \| + 29 s \| \| 10. \| Alexei Luzenko \| Kasachstan \| Astana Qazaqstan Team \| + 29 s \| |                        |            |                       |                 |
| |                        |            |                       |                 |
| Quellen: ProCyclingStats Cycling Quotient |                        |            |                       |                 |
| Etappenergebnis |                        |            |                       |                 |
| Fahrer | Fahrer                 | Land       | Team                  | Zeit            |
| 1. | Pelayo Sánchez         | Spanien    | Movistar Team         | 4 h 01 min 08 s |
| 2. | Julian Alaphilippe     | Frankreich | Soudal Quick-Step     | + 0 s           |
| 3. | Lucas Plapp            | Australien | Team Jayco AlUla      | + 1 s           |
| 4. | Andrea Piccolo         | Italien    | EF Education-EasyPost | + 24 s          |
| 5. | Jhonatan Narváez       | Ecuador    | Ineos Grenadiers      | + 29 s          |
| 6. | Luka Mezgec            | Slowenien  | Team Jayco AlUla      | + 29 s          |
| 7. | Quinten Hermans        | Belgien    | Alpecin-Deceuninck    | + 29 s          |
| 8. | Nick Schultz           | Australien | Israel-Premier Tech   | + 29 s          |
| 9. | Daniel Felipe Martínez | Kolumbien  | Bora-Hansgrohe        | + 29 s          |
| 10. | Alexei Luzenko         | Kasachstan | Astana Qazaqstan Team | + 29 s          |

## Gesamtstände
| \| Gesamtwertung \| Gesamtwertung \| Gesamtwertung \| Gesamtwertung \| Gesamtwertung \| \| Fahrer \| Fahrer \| Land \| Team \| Zeit \| \| ------------- \| ---------------------- \| ---------------------- \| -------------------------- \| ---------------- \| \| 1. \| Tadej Pogačar \| Slowenien \| UAE Team Emirates \| 23 h 20 min 52 s \| \| 2. \| Geraint Thomas \| Vereinigtes Königreich \| Ineos Grenadiers \| + 46 s \| \| 3. \| Daniel Felipe Martínez \| Kolumbien \| Bora-Hansgrohe \| + 47 s \| \| 4. \| Cian Uijtdebroeks \| Belgien \| Team Visma \\| Lease a Bike \| + 55 s \| \| 5. \| Einer Rubio \| Kolumbien \| Movistar Team \| + 56 s \| \| 6. \| Lorenzo Fortunato \| Italien \| Astana Qazaqstan Team \| + 1 min 07 s \| \| 7. \| Juan Pedro López \| Spanien \| Lidl-Trek \| + 1 min 11 s \| \| 8. \| Jan Hirt \| Tschechien \| Soudal Quick-Step \| + 1 min 13 s \| \| 9. \| Alexei Luzenko \| Kasachstan \| Astana Qazaqstan Team \| + 1 min 26 s \| \| 10. \| Esteban Chaves \| Kolumbien \| EF Education-EasyPost \| + 1 min 26 s \| |                        |                        |                            |                  |
| |                        |                        |                            |                  |
| Quellen: ProCyclingStats Cycling Quotient |                        |                        |                            |                  |
| Gesamtwertung |                        |                        |                            |                  |
| Fahrer | Fahrer                 | Land                   | Team                       | Zeit             |
| 1. | Tadej Pogačar          | Slowenien              | UAE Team Emirates          | 23 h 20 min 52 s |
| 2. | Geraint Thomas         | Vereinigtes Königreich | Ineos Grenadiers           | + 46 s           |
| 3. | Daniel Felipe Martínez | Kolumbien              | Bora-Hansgrohe             | + 47 s           |
| 4. | Cian Uijtdebroeks      | Belgien                | Team Visma \| Lease a Bike | + 55 s           |
| 5. | Einer Rubio            | Kolumbien              | Movistar Team              | + 56 s           |
| 6. | Lorenzo Fortunato      | Italien                | Astana Qazaqstan Team      | + 1 min 07 s     |
| 7. | Juan Pedro López       | Spanien                | Lidl-Trek                  | + 1 min 11 s     |
| 8. | Jan Hirt               | Tschechien             | Soudal Quick-Step          | + 1 min 13 s     |
| 9. | Alexei Luzenko         | Kasachstan             | Astana Qazaqstan Team      | + 1 min 26 s     |
| 10. | Esteban Chaves         | Kolumbien              | EF Education-EasyPost      | + 1 min 26 s     |

| Punktewertung | Punktewertung    | Punktewertung | Punktewertung                 | Punktewertung |
| Fahrer        | Fahrer           | Land          | Team                          | Punkte        |
| ------------- | ---------------- | ------------- | ----------------------------- | ------------- |
| 1.            | Jonathan Milan   | Italien       | Lidl-Trek                     | 134 P.        |
| 2.            | Kaden Groves     | Australien    | Alpecin-Deceuninck            | 97 P.         |
| 3.            | Tim Merlier      | Belgien       | Soudal Quick-Step             | 89 P.         |
| 4.            | Olav Kooij       | Niederlande   | Team Visma \| Lease a Bike    | 61 P.         |
| 5.            | Benjamin Thomas  | Frankreich    | Cofidis                       | 56 P.         |
| 6.            | Filippo Fiorelli | Italien       | VF Group-Bardiani CSF-Faizanè | 54 P.         |
| 7.            | Andrea Pietrobon | Italien       | Team Polti Kometa             | 48 P.         |
| 8.            | Michael Valgren  | Dänemark      | EF Education-EasyPost         | 40 P.         |
| 9.            | Phil Bauhaus     | Deutschland   | Bahrain Victorious            | 37 P.         |
| 10.           | Lilian Calmejane | Frankreich    | Intermarché-Wanty             | 34 P.         |

| Bergwertung | Bergwertung             | Bergwertung            | Bergwertung                   | Bergwertung |
| Fahrer      | Fahrer                  | Land                   | Team                          | Punkte      |
| ----------- | ----------------------- | ---------------------- | ----------------------------- | ----------- |
| 1.          | Tadej Pogačar           | Slowenien              | UAE Team Emirates             | 51 P.       |
| 2.          | Lilian Calmejane        | Frankreich             | Intermarché-Wanty             | 32 P.       |
| 3.          | Daniel Felipe Martínez  | Kolumbien              | Bora-Hansgrohe                | 26 P.       |
| 4.          | Andrea Piccolo          | Italien                | EF Education-EasyPost         | 18 P.       |
| 5.          | Geraint Thomas          | Vereinigtes Königreich | Ineos Grenadiers              | 16 P.       |
| 6.          | Amanuel Ghebreigzabhier | Eritrea                | Lidl-Trek                     | 11 P.       |
| 7.          | Filippo Fiorelli        | Italien                | VF Group-Bardiani CSF-Faizanè | 10 P.       |
| 8.          | Simon Geschke           | Deutschland            | Cofidis                       | 9 P.        |
| 9.          | Lorenzo Fortunato       | Italien                | Astana Qazaqstan Team         | 9 P.        |
| 10.         | Giulio Pellizzari       | Italien                | VF Group-Bardiani CSF-Faizanè | 8 P.        |

| Nachwuchswertung | Nachwuchswertung  | Nachwuchswertung | Nachwuchswertung           | Nachwuchswertung |
| Fahrer           | Fahrer            | Land             | Team                       | Zeit             |
| ---------------- | ----------------- | ---------------- | -------------------------- | ---------------- |
| 1.               | Cian Uijtdebroeks | Belgien          | Team Visma \| Lease a Bike | 23 h 21 min 47 s |
| 2.               | Alex Baudin       | Frankreich       | Decathlon-AG2R La Mondiale | + 45 s           |
| 3.               | Mauri Vansevenant | Belgien          | Soudal Quick-Step          | + 49 s           |
| 4.               | Lucas Plapp       | Australien       | Team Jayco AlUla           | + 1 min 02 s     |
| 5.               | Filippo Zana      | Italien          | Team Jayco AlUla           | + 1 min 12 s     |
| 6.               | Georg Steinhauser | Deutschland      | EF Education-EasyPost      | + 1 min 54 s     |
| 7.               | Antonio Tiberi    | Italien          | Bahrain Victorious         | + 1 min 55 s     |
| 8.               | Davide Piganzoli  | Italien          | Team Polti Kometa          | + 2 min 11 s     |
| 9.               | Thymen Arensman   | Niederlande      | Ineos Grenadiers           | + 3 min 14 s     |
| 10.              | Giovanni Aleotti  | Italien          | Bora-Hansgrohe             | + 6 min 29 s     |

| Mannschaftswertung | Mannschaftswertung            | Mannschaftswertung           | Mannschaftswertung |
| Team               | Team                          | Land                         | Zeit               |
| ------------------ | ----------------------------- | ---------------------------- | ------------------ |
| 1.                 | Ineos Grenadiers              | Vereinigtes Königreich       | 70 h 07 min 38 s   |
| 2.                 | Astana Qazaqstan Team         | Kasachstan                   | + 14 s             |
| 3.                 | Decathlon-AG2R La Mondiale    | Frankreich                   | + 1 min 04 s       |
| 4.                 | EF Education-EasyPost         | Vereinigte Staaten           | + 4 min 44 s       |
| 5.                 | VF Group-Bardiani CSF-Faizané | Italien                      | + 4 min 49 s       |
| 6.                 | Team Jayco AlUla              | Australien                   | + 5 min 14 s       |
| 7.                 | Soudal Quick-Step             | Belgien                      | + 5 min 16 s       |
| 8.                 | Movistar Team                 | Spanien                      | + 11 min 03 s      |
| 9.                 | Bora-Hansgrohe                | Deutschland                  | + 15 min 01 s      |
| 10.                | UAE Team Emirates             | Vereinigte Arabische Emirate | + 17 min 55 s      |

## Ausgeschiedene Fahrer
- Florian Lipowitz (Bora-hansgrohe): wegen Erkrankung nicht gestartet
- Michael Woods (Israel-Premier Tech): wegen Gehirnerschütterung, die er sich auf der 5. Etappe zuzog, nicht gestartet
- Nadav Raisberg (Israel-Premier Tech): wegen Handfraktur, die er sich auf der 5. Etappe zuzog, nicht gestartet
- Riley Pickrell (Israel-Premier Tech): wegen Gehirnerschütterung, die er sich auf der 5. Etappe zuzog, nicht gestartet[4]